# 1979
Het jaar 1979 is een jaartal volgens de christelijke jaartelling.

## Gebeurtenissen
Dit jaar wordt door de Verenigde Naties uitgeroepen tot het Internationaal Jaar van het Kind. Ook in Nederland krijgt dit navolging en wordt er een Nationale Commissie van volwassenen en een Nationale Commissie van kinderen geïnstalleerd, met als erevoorzitster HKH Prinses Beatrix.
januari
- Vanaf eind december 1978 zijn grote delen van West-Europa in de ban van extreme kou en sneeuwval. Delen in het noordoosten van Nederland en in het noorden van Duitsland zijn dagenlang geïsoleerd vanwege metershoge sneeuwduinen. Na de eerste januariweek neemt de ergste kou af, maar vanwege ijzel en sneeuw is er nog lang sprake van maatschappij-ontwrichtende weersomstandigheden.
- 1 - De Verenigde Staten erkennen formeel de Volksrepubliek China.[1]
- 16 – De shah van Iran vlucht met zijn familie naar Egypte. Iran wordt een islamitische republiek, geleid door ayatollah Khomeini.
- 29 – Brenda Ann Spencer vermoordt directeur Burton Wragg en opvoedingshoofd Mike Suchar tijdens een schietpartij bij de Grover Cleveland Elementary School in San Diego. Na het 6 uur durende gevecht vraagt men haar waarom ze het gedaan heeft, ze antwoordt: "I don't like mondays" (Ik hou niet van maandagen).

februari
- 7 – Pluto bevindt zich op kleinere afstand van de zon dan Neptunus. Dit blijft zo tot 11 februari 1999.
- 13-14 – Vooral Noordoost-Nederland wordt opnieuw getroffen door een extreem zware sneeuwstorm. Het leger wordt ingezet om woningen en boerderijen te helpen.
- 15 – Vier hoge generaals van de afgezette Sjah van Iran worden geëxecuteerd. Er volgen nog tientallen terechtstellingen.
- 17 – Begin van de Chinees-Vietnamese Oorlog, China onderneemt een 'strafexpeditie' tegen Vietnam wegens de Vietnamese invasie van Cambodja om het regime van Pol Pot.
- 22 - Saint Lucia wordt onafhankelijk van het Verenigd Koninkrijk.
- 23 – Brand in bejaardenpension Riadko te Breda, 7 doden.

maart
- 4 – De Voyager 1 ruimtesonde bereikt de planeet Jupiter en stuurt de eerste foto's van de Ringen van Jupiter terug naar de aarde.
- 13 – Maurice Bishop zet op Grenada de regering van Eric Gairy af en vestigt een marxistisch bewind.
- 25 – Nederland wordt in Roemenië eerste bij het WK ijshockey voor B-landen, en dwingt zo deelname af aan de Olympische Winterspelen van 1980 in Lake Placid.
- 26 – Egypte en Israël tekenen een vredesverdrag, waarbij Egypte het eerste Arabische land is dat Israël erkent.
- 28 – Bij een ongeluk in de kernreactor bij Harrisburg ontsnapt waterstofgas uit het ventilatiesysteem. Dit was het ernstigste ongeval met civiel gebruik van kernenergie tot dan toe.

april
- 1 - De eerste moderne bungeejumps worden gemaakt vanaf de Clifton Suspension Bridge in Bristol door twee leden van de Oxford University Dangerous Sports Club.
- 2 – De Vogelrichtlijn bevat een lijst van 187 zeldzame of bedreigde vogelsoorten. Voor deze vogelsoorten en voor belangrijke overwinteringsgebieden van trekvogels moeten Speciale BeschermingsZones (Vogelrichtlijngebieden) worden aangewezen.
- 4 – Ondanks wereldwijde protesten wordt de in 1978 afgezette Pakistaanse ex-president en ex-premier Ali Bhutto door het militaire bewind geëxecuteerd door ophanging.
- 9 – Björn Borg lost Jimmy Connors na 84 weken af als nummer één op de wereldranglijst der tennisprofessionals, nadat de Zweed die positie in 1977 ook al één week in handen heeft gehad.
- 14 – Jan Raas wint voor de derde opeenvolgende keer Nederlands enige wielerklassieker, de Amstel Gold Race.
- 22 – De Palestijnse terrorist Samir Kuntar vermoordt vier Joden in de kustplaats Nahariya. Hij wordt veroordeeld tot levenslange gevangenisstraf, maar komt vrij in 2008 en wordt een volksheld in de Arabische wereld.
- 27 – Het team van de Sovjet-Unie prolongeert voor eigen publiek de wereldtitel bij het wereldkampioenschap ijshockey.
- 27 – De Rooms-Katholieke Kerk neemt de Nova Vulgata in gebruik. Deze herziening is in opdracht van het Tweede Vaticaans Concilie vanaf 1966 tot stand gekomen.

mei
- 4 – De Conservatieven winnen de parlementsverkiezingen in het Verenigd Koninkrijk. Margaret Thatcher wordt de eerste vrouwelijke premier in het Verenigd Koninkrijk.
- 17 – In Tennessee wordt de hoogste spanning ooit opgewekt: 3,215 * 108 volt.
- 21 – In San Francisco vinden de White Night-rellen plaats uit protest tegen het vonnis in de strafzaak-Dan White. Tijdens deze White Night Riots vallen veel gewonden. De politie bestormt horecagelegenheden waar veel homoseksuelen komen, mishandelt de aanwezigen met stokslagen en vernielt de inrichting. De schade loopt in de miljoenen.
- 21 – Jimmy Connors verdringt Björn Borg na zes weken alweer als nummer één op de wereldranglijst der tennisprofessionals.

juni
- 1 – Rhodesië krijgt een zwarte regering onder leiding van bisschop Abel Muzorewa.
- 3 – Een blow-out in het platform Ixtoc I in de Golf van Campeche veroorzaakt het grootste olielek in de geschiedenis.
- 7 – Het Europese parlement wordt voor de eerste keer rechtstreeks gekozen door de burgers van de EEG
- 15 – Oprichting van de Reguliere Grootloge van België
- 18 – Jimmy Carter en Leonid Brezjnev ondertekenen te Wenen het SALT 2-verdrag ter beperking van het aantal kernwapens.
- 21 – Sony lanceert de eerste Walkman.[2]
- 27 - In het Ponypark Slagharen wordt de eerste Nederlandse achtbaan in bedrijf gesteld.
- 29 - De eerste huissleutels van de nieuwe Utrechtse wijk Lunetten worden uitgereikt aan de toekomstige bewoners.

juli
- 1 – Openingsceremonie van de achtste Pan-Amerikaanse Spelen, gehouden in San Juan.
- 9 – Een aanslag met een autobom in Parijs, gericht op de antinazi-activisten Serge en Beate Klarsfeld, richt alleen materiële schade aan.
- 9 - Björn Borg lost Jimmy Connors voor de derde keer af als nummer één op de wereldranglijst der tennisprofessionals, ditmaal na zeven weken.
- 9 – Na de Voyager 1 bereikt ook de Voyager 2 ruimtesonde de planeet Jupiter.
- 12 - Kiribati wordt onafhankelijk.
- 22 – De Franse wielrenner Bernard Hinault wint de Ronde van Frankrijk.

augustus
- 4 – Ton Brouwer zwemt als snelste man over Het Kanaal, van Dover naar Calais.
- 11 – Vliegtuigbotsing bij Dnjeprodzerzjinsk, twee vliegtuigen botsen tegen elkaar, het volledige voetbalelftal van Pachtakor Tasjkent komt om.
- 17 – Première van de film Monty Python's Life of Brian.
- 26 – Jan Raas wordt in Valkenburg wereldkampioen wielrennen.
- 28 – Treinramp bij Nijmegen, 8 doden en 37 gewonden.

september
- 13 – Venda wordt door Zuid-Afrika onafhankelijk verklaard.
- 16 - De Nederlandse autocoureur Rob Slotemaker verongelukt op het Circuit Zandvoort.
- 22 – De Amerikaanse satelliet Vela 6911 neemt een lichtflits waar. De locatie wordt uiteindelijk vastgesteld op het (onbewoonde) Prins Edward-eiland; Zuid-Afrikaans grondgebied. In brede kring wordt vermoed, dat Zuid-Afrika een kernproef heeft genomen, mogelijk samen met Israël.

oktober
- 16 – 23 mensen komen om als de kust van Nice geraakt wordt door een vloedgolf.
- 16 – De parlementsverkiezingen in Pakistan worden door het militaire bewind afgelast. In plaats daarvan worden alle partijen ontbonden en alle politieke activiteiten verboden.

november
- 3 – Amerikaanse gouverneursverkiezingen
- 4 – Militante Iraniërs gijzelen 56 Amerikaanse personeelsleden en aanwezigen in de Amerikaanse ambassade te Teheran; de bezetting en gijzeling zullen 444 dagen duren.
- 20 – Begin van de Bezetting van de Al-Masjid al-Haram in Mekka door radicale jonge Saudiërs.

december
- 4 – De bezetting van de Grote Moskee in Mekka wordt door het Saudische leger beëindigd, waarbij honderden doden vallen.
- 12 – NAVO dubbelbesluit voor de plaatsing van middellangeafstands-atoomwapens.
- 15 – In Egmond spoelt een potvis aan.
- 21 - Lancaster House Agreement: een onafhankelijkheid overeenkomst voor Rhodesië wordt ondertekend in Londen.
- 22 – Catalonië krijgt een autonoom statuut.
- 27 – Russische inval in Afghanistan.

zonder datum
- In China wordt het Pinyinsysteem van transcriptie naar Latijns schrift ingevoerd. Zo wordt Peking 'Beijing' en Mao Tse Toeng Mao Zedong.
- De Florentijnse Codex wordt gepubliceerd.

## Muziek

### Klassieke muziek
- 9 januari: eerste uitvoering van Symfonie nr. 31 van Havergal Brian
- 9 maart: eerste professionele uitvoering van Symfonie nr. 2 van Havergal Brian
- 19 mei: eerste uitvoering van Vioolconcert van Havergal Brian
- 21 mei: eerste uitvoering van Hell und dunkel van Sofia Goebajdoelina
- 27 juli: eerste uitvoering van Drie liederen op teksten van Donald Hall van William Bolcom
- 5 augustus: eerste uitvoering van het Vioolconcert van Johan Kvandal
- 15 september: eerste uitvoering van Symfonie nr. 3 van William Bolcom
- 13 oktober: eerste uitvoering van Symfonie nr. 12 van Mieczysław Weinberg uit 1976
- 18 november: eerste uitvoering van Paganinivariaties van Witold Lutosławski in de versie voor piano en orkest

### Popmuziek
Bestverkochte singles in Nederland:
1. Art Garfunkel – Bright Eyes
2. ABBA – Chiquitita
3. Pointer Sisters – Fire
4. Village People – Y.M.C.A.
5. Cheap Trick – I Want You to Want Me
6. Meat Loaf – Paradise by the Dashboard Light
7. Racey – Lay Your Love on Me
8. KISS – I Was Made for Lovin' You
9. Peter Tosh & Mick Jagger – (You Gotta Walk) Don't Look Back
10. Boney M. – Hooray! Hooray! It's a Holi-Holiday

Bestverkochte albums in Nederland:
1. Meat Loaf – Bat Out of Hell
2. ABBA – Voulez-Vous
3. Supertramp – Breakfast in America
4. Art Garfunkel – Fate for Breakfast
5. Cheap Trick – At Budokan
6. Kayak – Phantom of the Night
7. Herman Brood & His Wild Romance – Cha Cha
8. Julio Iglesias – Emociones
9. The Police – Outlandos d'Amour
10. Bee Gees – Spirits Having Flown

## Beeldende kunst

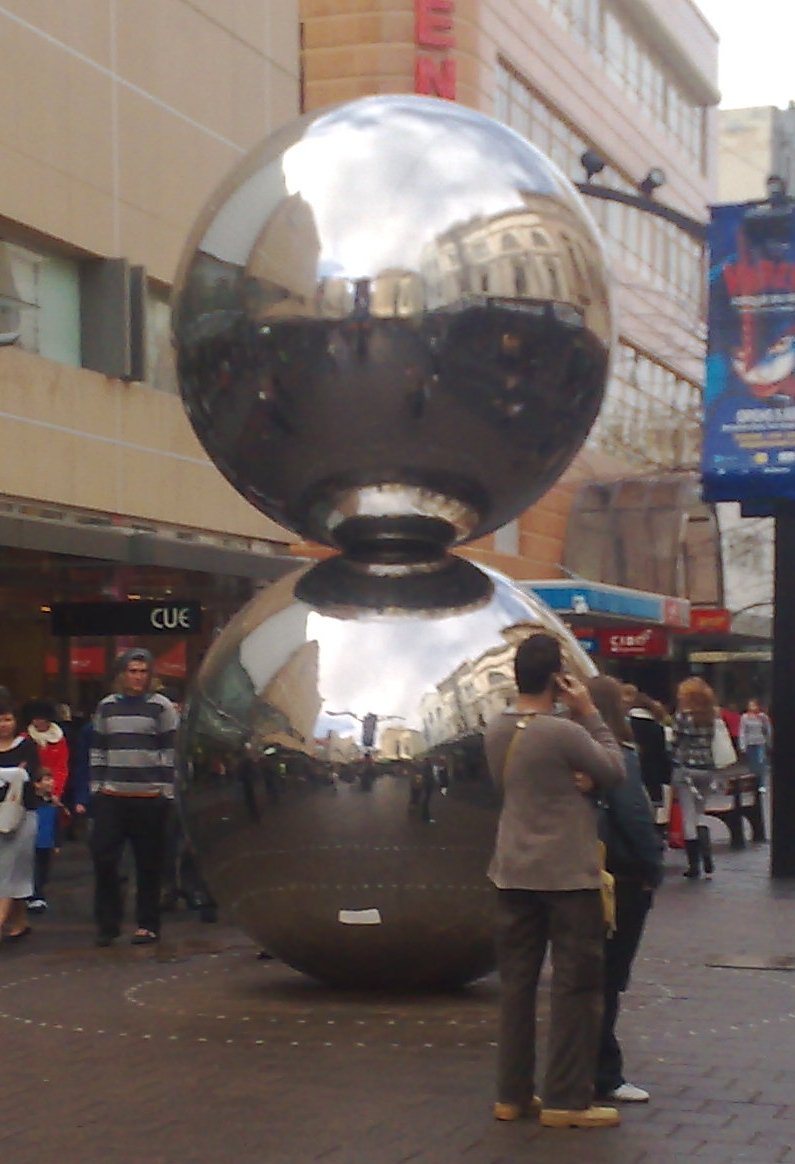
The Spheres (1979) Bert Flugelman, Rundle Mall, Adelaide

## Bouwkunst

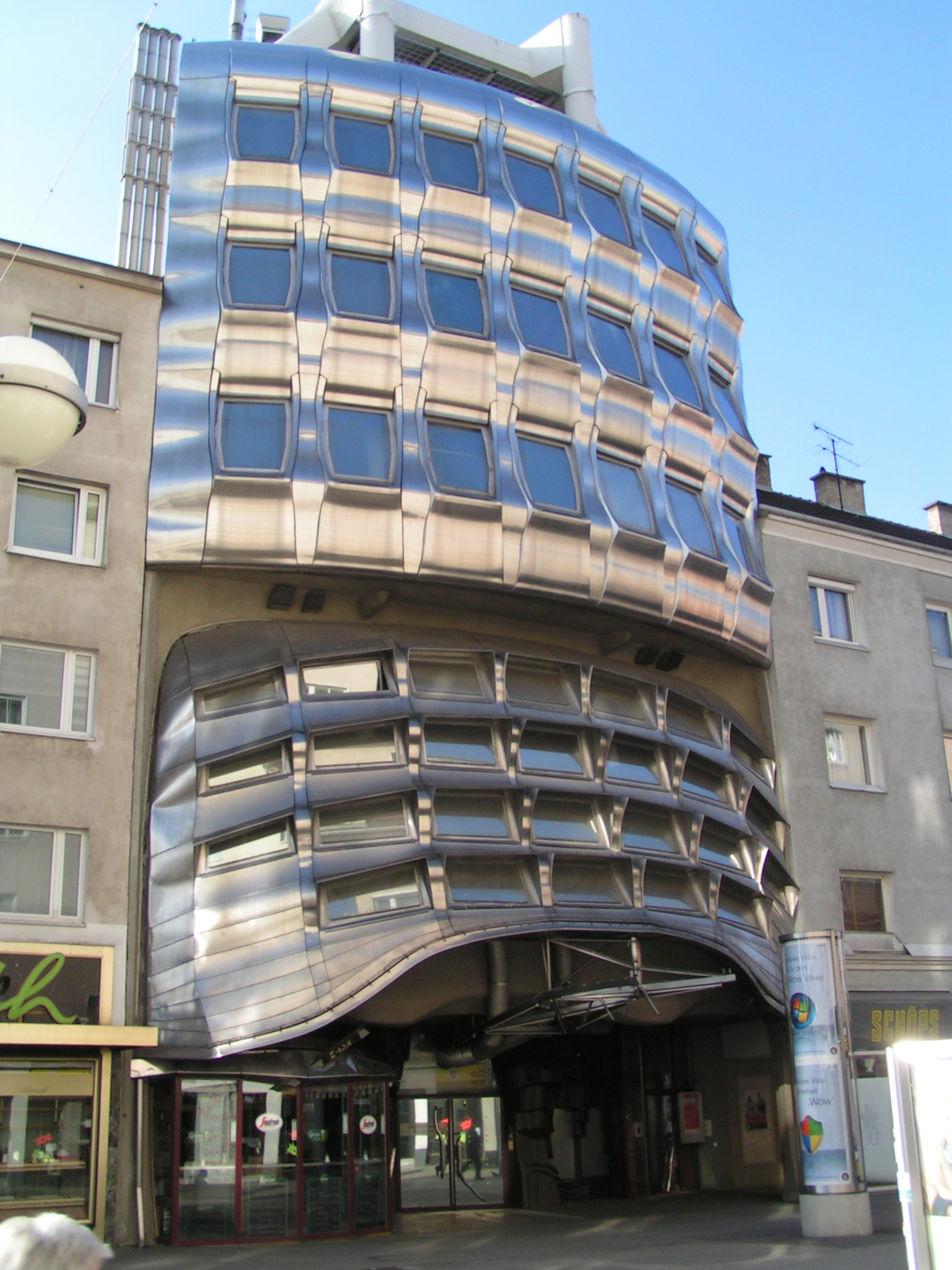
Günther Domenig, Zentralsparkasse Wenen

## Geboren

### januari
- 1 – Andoni Aranaga, Spaans wielrenner
- 1 – Brody Dalle, Australisch muzikante
- 2 – Rudy Jansen, Nederlands voetballer
- 3 – Dina Tersago, Belgisch presentatrice, Miss België 2001
- 3 – Koit Toome, Ests zanger en musicalacteur
- 4 – Salvatore Scamardella, Italiaans wielrenner
- 4 - Samantha Sloyan, Amerikaans actrice
- 5 – Håvard Klemetsen, Noors noordse combinatieskiër
- 6 – Souad Aït Salem, Algerijns atlete
- 7 – Aloe Blacc, Amerikaans soulzanger en zanger
- 7 – Christian Lindner, Duits liberaal politicus
- 7 – Fabiola Zuluaga, Colombiaans tennisster
- 8 – Sipke Ernst, Nederlands schaker
- 8 – Hanna Ljungberg, Zweeds voetbalster
- 8 – Windell Middlebrooks, Amerikaans acteur (overleden 2015)
- 8 – Wim Peters, Belgisch acteur
- 8 – Stipe Pletikosa, Kroatisch voetbaldoelman
- 8 – Sarah Polley, Canadees actrice en regisseur
- 9 – Markus Larsson, Zweeds alpineskiër
- 10 – Hans Henrik Andreasen, Deens voetballer
- 10 – Francesca Piccinini, Italiaans volleybalster
- 11 – Wyatt Allen, Amerikaans roeier
- 11 – Kari Mette Johansen, Noors handbalster
- 11 – Tressor Moreno, Colombiaans voetballer
- 12 – Johnny de Mol, Nederlands acteur en presentator
- 12 – Marián Hossa, Slowaaks ijshockeyer
- 12 – Grzegorz Rasiak, Pools voetballer
- 12 – David Zabriskie, Amerikaans wielrenner
- 13 – Katy Brand, Engels actrice, komiek en schrijfster
- 13 – Gert Brijs, Belgisch atleet
- 13 – Yang Wei, Chinees badmintonspeelster
- 14 – Chris Albright, Amerikaans voetballer
- 15 – Jonas Ljungblad, Zweeds wielrenner
- 15 – Martin Petrov, Bulgaars voetballer
- 15 – Anthony Šerić, Kroatisch voetballer
- 16 – Aaliyah, Amerikaans r&b-zangeres en actrice (overleden 2001)
- 16 – Chas Barstow, Engels darter
- 17 – Oleg Lisogor, Oekraïens zwemmer
- 17 – Sharon Chan Man-Chi, Hongkongs actrice
- 17 – Masae Ueno, Japans judoka
- 18 – William Collum, Schots voetbalscheidsrechter
- 18 – Paulo Ferreira, Portugees voetballer
- 18 – Leo Varadkar, Iers politicus (premier sinds 2017)
- 19 – Svetlana Chorkina, Russisch gymnaste
- 19 – Joelle Franzmann, Duits triatlete
- 19 – Antonio Núñez, Spaans voetballer
- 19 – Marie Overbye, Deens triatlete
- 19 – Kevin Tse, Macaus autocoureur
- 20 – Will Young, Brits zanger
- 21 – Pieter Henket, Nederlands fotograaf
- 22 – Svein Oddvar Moen, Noors voetbalscheidsrechter
- 23 – Joram van Klaveren, Nederlands politicus
- 23 – Mikuláš Konopka, Slowaaks atleet
- 24 – Tatyana M. Ali, Amerikaans actrice en zangeres
- 25 – Johan van Arnhem, Nederlands dirigent
- 25 – Frederieke Saeijs, Nederlands violiste
- 26 – Karine Icher, Franse golfster
- 26 – Maksim Kalinichenko, Oekraïens voetballer
- 26 – Sander Loones, Belgisch politicus
- 27 – Rosamund Pike, Brits actrice
- 27 – Cyprien Richard, Frans alpineskiër
- 28 – Dennis Orcollo, Filipijns poolspeler
- 29 – Paul Rabbering, Nederlands radio-dj
- 30 – Davide Simoncelli, Italiaans alpineskiër
- 31 – Felix Sturm, Bosnisch-Duits bokser
- 31 – Daniel Tammet, Engels autist, savant en auteur

### februari

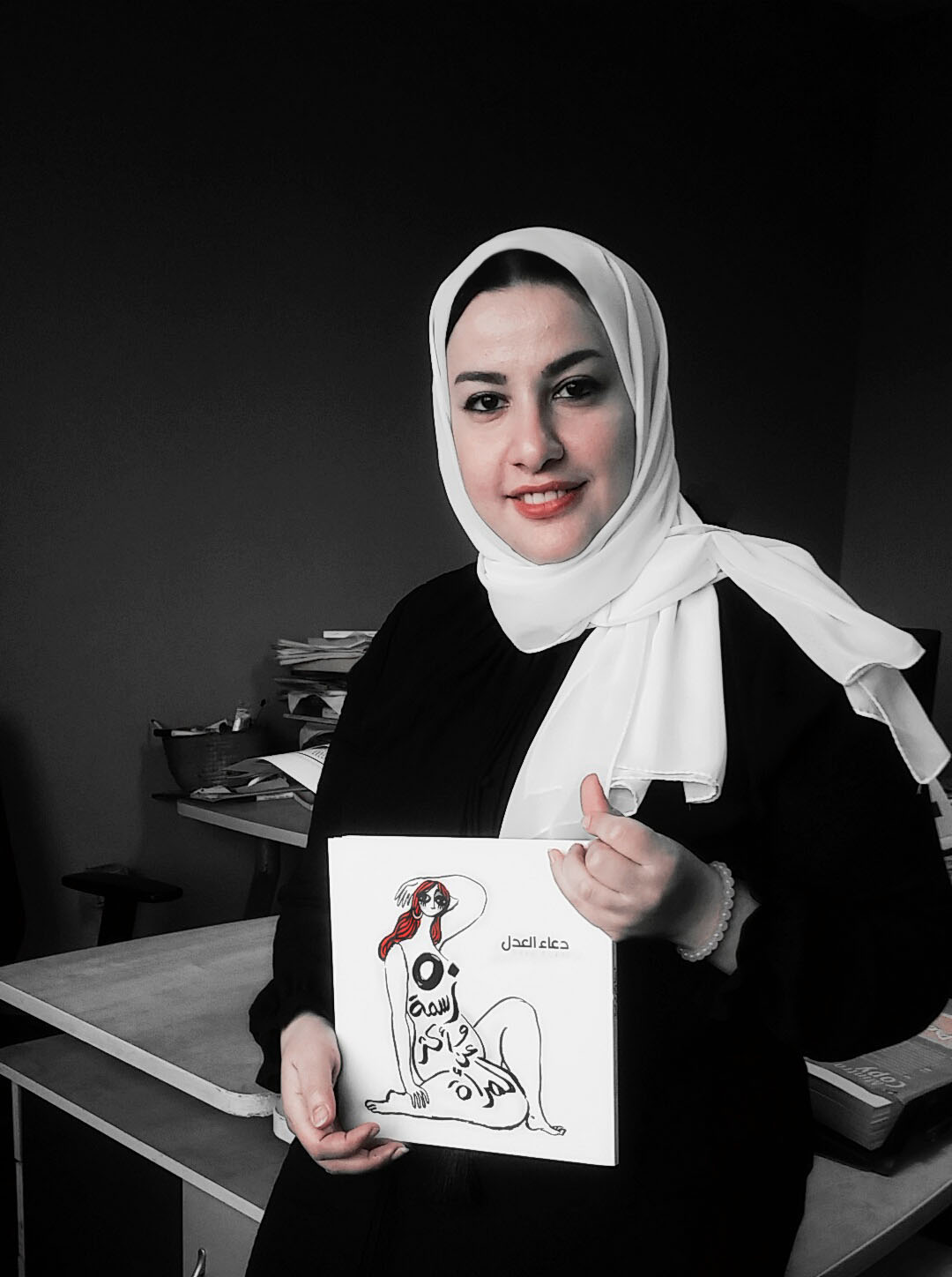
Doaa El-Adl,
geboren op 6 februari

- 1 – Thibaut Duval, Belgisch atleet
- 1 – Stanislav Morozov, Russisch kunstschaatser
- 1 – Aino-Kaisa Saarinen, Fins langlaufster
- 2 – Sandy Casar, Frans wielrenner
- 2 - Fani Chalkia, Grieks atlete
- 2 – Eva Hoeke, Nederlands journaliste en columniste
- 3 – Lúcio Flávio dos Santos, Braziliaanse voetballer
- 3 – Wouter Vrancken, Belgisch voetballer
- 4 – José Been, Nederlands sportverslaggeefster
- 5 – Mirko Hrgović, Bosnisch-Kroatisch voetballer
- 6 – Doaa El-Adl, Egyptisch cartooniste
- 6 – Ivan Bošnjak, Kroatisch voetballer
- 6 – Alice Weidel, Duits politica (AfD)
- 7 – Nicolas Dieuze, Frans voetballer
- 7 – Joeri Krivtsov, Oekraïens-Frans wielrenner
- 8 – Saskia Meijer, Nederlands atlete
- 8 – Steven H, Belgisch rapper
- 9 – David Gray, Engels snookerspeler
- 9 – Irina Sloetskaja, Russisch kunstschaatsster
- 9 – Luka Špik, Sloveens roeier
- 10 – Artjom Bezrodny, Russisch voetballer (overleden 2016)
- 10 – Gabriel García de la Torre, Spaans voetballer
- 10 – Joey Hand, Amerikaans autocoureur
- 10 – Kristen Viikmäe, Estisch voetballer
- 10 – Leanne Brown, Brits zangeres
- 11 – Brandy, Amerikaans zangeres en actrice
- 12 – Michela Ponza, Italiaans biatlete
- 13 – Lucien van Beek, Nederlands schaker
- 13 – Anders Breivik, Noors terrorist
- 13 – Rafael Márquez, Mexicaans voetballer
- 13 – Stephan Mølvig, Deens roeier
- 14 – Wouter de Winther, Nederlands journalist
- 15 – Chantal Janzen, Nederlands actrice en musicalster
- 15 – Gordon Shedden, Schots autocoureur
- 16 – Valentino Rossi, Italiaans motorcoureur
- 17 – Cara Black, Zimbabwaans tennisster
- 18 – Willem Van Hoof, Belgisch atleet
- 19 – Alexander Diaz Rodriguez, Belgisch atleet
- 19 – Sarah Schleper, Amerikaans alpineskiester
- 20 – Freek Braeckman, Belgisch nieuwslezer
- 20 – Rafael Sarandeses, Spaans autocoureur
- 21 – Nathalie Dechy, Frans tennisster
- 21 – Jennifer Love Hewitt, Engels actrice
- 22 – Brett Emerton, Australisch voetballer
- 24 – Christian Ried, Duits autocoureur
- 25 – László Bodnár, Hongaars voetballer
- 25 – Jennifer Ferrin, Amerikaans actrice
- 26 – Corinne Bailey Rae, Brits zangeres
- 26 – Pedro Mendes, Portugees voetballer
- 26 – Hilary Williams, Amerikaans countryzangeres
- 27 – Peter Kiprotich, Keniaans atleet (overleden 2011)
- 27 – Andrzej Niedzielan, Pools voetballer
- 28 – Sander van Doorn, Nederlands dj
- 28 – Ivo Karlović, Kroatisch tennisser

### maart
- 1 – Katrin Zeller, Duits langlaufster
- 2 – Damien Duff, Iers voetballer
- 2 – Sofie Mora, Vlaams actrice
- 2 – Daniela Piedade, Braziliaans handbalster
- 3 – Radoslav Rogina, Kroatisch wielrenner
- 3 – Andrew Triggs-Hodge, Brits roeier
- 4 – Geoff Huegill, Australisch zwemmer
- 5 – Philip Giebler, Amerikaans autocoureur
- 5 – Riki Lindhome, Amerikaans actrice
- 5 – Anwar Moore, Amerikaans atleet
- 5 – Roxane, Vlaams zangeres
- 6 – Tim Howard, Amerikaans voetbaldoelman
- 6 – Aaron Scott, Brits autocoureur
- 7 – Lesley-Ann Poppe, Belgisch model en tv-persoonlijkheid
- 8 – Shola Ama, Brits zangeres
- 8 – Tom Chaplin, Brits zanger
- 8 – Pamela Chepchumba, Keniaans atlete
- 9 – Oscar Isaac, Guatemalteeks-Amerikaans acteur
- 9 - Pavol Breslik, Slowaaks zanger
- 10 – Ashley Callus, Australisch zwemmer
- 11 – Benji en Joel Madden, Amerikaanse zangers
- 12 – Gerard López, Spaans voetballer
- 12 – Ben Sandford, Nieuw-Zeelands skeletonracer
- 12 – Staf Scheirlinckx, Belgisch wielrenner
- 12 – Edwin Villafuerte, Ecuadoraans voetballer
- 13 – Alain Bieri, Zwitsers voetbalscheidsrechter
- 13 – Fábio Luiz Magalhães, Braziliaans beachvolleyballer
- 13 – Cédric Van Branteghem, Belgisch atleet
- 14 – Yoko Shibui, Japans atlete
- 15 – Magnus Bahne, Fins voetballer
- 15 – Gert Winckelmans, Vlaams acteur
- 16 – Edison Méndez, Ecuadoraans voetballer
- 16 – Andrei Stepanov, Estisch voetballer
- 17 – Stormy Daniels, Amerikaans pornoactrice
- 17 – Hind Dehiba, Marokkaans-Frans atlete
- 17 – Renske Leijten, Nederlands politica
- 17 – Greg Timmermans, Vlaams acteur
- 17 – Casey Vincent, Australisch atleet
- 17 – Millon Wolde, Ethiopisch atleet
- 18 – Jan Peter Larsen, Nederlands atleet
- 18 – Cecilio Lopes, Nederlands voetballer
- 19 – Ivan Ljubičić, Kroatisch tennisser
- 21 – Fredrik Berglund, Zweeds voetballer
- 22 – Staņislavs Olijars, Lets atleet
- 22 – Minke Smabers, Nederlands hockeyster
- 23 – Misty Hyman, Amerikaans zwemster en olympisch kampioene (2000)
- 23 – Meike de Jong, Nederlands journaliste en nieuwslezeres
- 23 - Sophie Verlinden, Belgisch atlete
- 24 – Periklís Iakovákis, Grieks atleet
- 24 – Danny Pate, Amerikaans wielrenner
- 24 – Filemon Wesselink, Nederlands tv-presentator
- 25 – Matteo Carrara, Italiaans wielrenner
- 25 – Raúl Orosco, Boliviaans voetbalscheidsrechter
- 25 – Sharbel Touma, Zweeds voetballer
- 26 – Elvira Stinissen, Nederlands paralympisch sportster
- 27 – Mia Ikumi, Japans mangaka (overleden 2022)
- 30 – Norah Jones, Amerikaans jazz-zangeres
- 31 – Alexis Ferrero, Argentijns voetballer
- 31 – Benjamin Pratnemer, Sloveens darter
- 31 – Resit Schuurman, Nederlands voetballer

### april
- 1 – Ruth Beitia, Spaans atlete
- 2 – Crescenzo D'Amore, Italiaans wielrenner  (overleden 2024)
- 2 – Kevin Nai Chia Chen, Taiwanees autocoureur
- 2 – Cho Yoon-jeong, Zuid-Koreaans tennisster
- 3 – Živilė Balčiūnaitė, Litouws atlete
- 3 – Zoumana Camara, Frans voetballer
- 3 – Stephanie De Croock, Belgisch atlete
- 4 – Johan Famaey, Belgisch componist
- 4 – Heath Ledger, Australisch acteur (overleden 2008)
- 5 – Sarah Dobbe, Nederlands politica
- 8 – Alexi Laiho, Fins zanger (overleden 2020)
- 8 – Kati Piri, Nederlands (euro)politica
- 9 – Michael Aguilar, Belizaans atleet
- 9 – Graeme Brown, Australisch wielrenner
- 9 – Ryan Cox, Zuid-Afrikaans wielrenner (overleden 2007)
- 9 – Lavalu, Nederlands singer-songwriter
- 10 – Rachel Corrie, Amerikaans vredesactiviste (overleden 2003)
- 10 – Sophie Ellis-Bextor, Brits zangeres
- 10 – Peter Kopteff, Fins voetballer
- 10 – Zoltán Kővágó, Hongaars atleet
- 10 – Jean-Christophe Ravier, Frans autocoureur
- 10 – Koen Wouterse, Nederlands acteur
- 11 – Haley Cope, Amerikaans zwemster
- 12 – Claire Danes, Amerikaans actrice
- 12 – Mateja Kežman, Servisch voetballer
- 12 - Paul Nicholls, Brits acteur
- 13 - Pelle Edberg, Zweeds golfer
- 14 – Fadel Brahami, Algerijns voetballer
- 15 – Daniël Samkalden, Nederlands kleinkunstenaar
- 15 – Anna Torv, Australisch actrice
- 16 – Christijan Albers, Nederlands autocoureur
- 16 – Stuart Hayes, Brits triatleet
- 17 – Marija Šestak, Joegoslavisch/Servisch/Sloveens atlete
- 19 – Kate Hudson, Amerikaans actrice
- 20 – Ricardo Cabanas, Spaans-Zwitsers voetballer
- 20 – Simon Keats, Nederlands popzanger
- 20 – Ludovic Magnin, Zwitsers voetballer
- 20 – Christian Weimer, Duits triatleet
- 21 – Leung Chu Yan, Hongkongs tafeltennisser
- 21 – Gavin Cronje, Zuid-Afrikaans autocoureur
- 21 – Tobias Linderoth, Zweeds voetballer
- 22 – Scott Davis, Australisch wielrenner
- 22 – Bas van 't Wout, Nederlands politicus
- 23 – Barry Hawkins, Engels snookerspeler
- 23 – Lauri Ylönen, Fins zanger (The Rasmus)
- 24 – Ronald Brouwer, Nederlands hockeyer
- 25 – Andreas Küttel, Zwitsers schansspringer
- 25 – Sergio IJssel, Surinaams acteur
- 25 – Aleksandar Radosavljevič, Sloveens voetballer
- 25 – Eline Vedder, Nederlands politica (CDA)
- 25 – Sam Vloemans, Belgisch muzikant
- 26 – Marianna Longa, Italiaans langlaufer
- 27 – Sergej Novikov, Wit-Russisch biatleet
- 29 – Ryan Sharp, Schots autocoureur
- 30 – Gerardo Torrado, Mexicaans voetballer

### mei
- 1 – Bjorn De Wilde, Belgisch voetballer
- 1 – Michelle Perry, Amerikaans atlete
- 3 – Ivar van Dinteren, Nederlands voetballer
- 3 – Genevieve Nnaji, Nigeriaans actrice en zangeres
- 3 - Annemieke Schollaardt, Nederlands radio-dj
- 4 – Lance Bass, Amerikaans zanger
- 4 – Eva Kieboom, Nederlands zangeres
- 4 – Ryan Shay, Amerikaans atleet (overleden 2007)
- 4 – Réhahn, Franse fotograaf
- 5 – Cedric van der Gun, Nederlands voetballer
- 5 – Afi Oubaibra, Vlaams zangeres
- 6 – Benita Johnson, Australisch langeafstandsloopster
- 6 – Gerd Kanter, Estisch atleet
- 6 – Jon Montgomery, Canadees skeletonracer
- 8 – Joost Broerse, Nederlands voetballer
- 8 – Yuri Rose, Nederlands voetballer
- 9 – Melle van Gemerden, Nederlands tennisser
- 9 – Merel de Knegt, Nederlands atlete
- 10 – Nienke Homan, Nederlands politica (GL)
- 10 – Marieke Vervoort, Belgisch paralympisch sportster (overleden 2019)
- 11 – Marc Bircham, Canadees voetballer
- 12 – Frédéric Dupré, Belgisch voetballer
- 12 – Erdinç Saçan, Nederlands politicus en ICT-ondernemer
- 12 – Adrian Serioux, Canadees voetballer
- 12 – Nicky Vankets, Belgisch ontwerper
- 13 – Mile Krstev, Macedonisch voetballer
- 13 – Carl Philip, Zweedse prins
- 15 – Li Yanfeng, Chinees atlete
- 16 – Matthias Kessler, Duits wielrenner
- 16 – Sascha Koninkx, Nederlands zangeres
- 16 – Kevin Light, Canadees roeier
- 17 – Joan Jepkorir Aiyabei, Keniaans atlete
- 18 – Aurelien Dunis, Frans schaker
- 18 – Mariusz Lewandowski, Pools voetballer
- 18 – Michal Martikán, Slowaaks slalomkanoër
- 18 – Milivoje Novakovič, Sloveens voetballer
- 18 – Roos Oosterbaan, Nederlands paralympisch sportster
- 19 – Diego Forlán, Uruguayaans voetballer
- 19 – Shooter Jennings, Amerikaans zanger en songwriter
- 19 – Andrea Pirlo, Italiaans voetballer
- 19 – René Riva, Nederlands acteur, zanger, stripauteur en televisiepresentator
- 20 – Marija Gabriel, Bulgaars politica
- 20 – Jan Kuyckx, Belgisch wielrenner
- 21 – Mauricio Ardila, Colombiaans wielrenner
- 22 – Delfine Bafort, Belgisch topmodel en actrice
- 22 – Fabio Bartolo Rizzo (Marracash), Italiaans rapper
- 24 – Joanne Kiesanowski, Nieuw-Zeelands wielrenster
- 24 – Natalja Nazarova, Russisch atlete
- 24 – Olivier Renard, Belgisch voetballer en voetbalbestuurder
- 25 – Carlos Bocanegra, Amerikaans voetballer
- 25 – Christian Nilsson, Zweeds golfer
- 25 – Wim Van Huffel, Belgisch wielrenner
- 25 – Jonny Wilkinson, Engels rugbyer
- 25 – Lin Xing, Chinees triatlete
- 26 – Karolien Debecker, Vlaams presentatrice
- 26 – Jonas Reckermann, Duits beachvolleyballer
- 27 – Haley McGregor, Australisch atlete
- 27 – Mile Sterjovski, Australisch voetballer
- 28 – Joeri Jansen, Belgisch atleet
- 28 – Jon Phillips, Amerikaans ontwikkelaar en ontwerper
- 29 – Rutger Castricum, Nederlands journalist en presentator
- 29 – Brian Kendrick, Amerikaans professioneel worstelaar
- 29 - Fonda Sahla, Nederlands politica (D66)
- 29 – Martin Stocklasa, Liechtensteins voetballer
- 29 – Krzysztof Szczawiński, Pools wielrenner
- 31 – Stephan Keller, Zwitsers voetballer

### juni
- 1 – Simon J. Berger, Zweeds acteur
- 1 – Markus Persson, Zweeds ondernemer en computerprogrammeur
- 2 – Natalia Rodríguez, Spaans atlete
- 3 – Luis Fernando López, Colombiaans atleet
- 3 – Christian Malcolm, Brits atleet
- 3 – Pierre Poilievre, Canadees politicus
- 3 – Rumer, Brits singer-songwriter
- 4 – Anthony Charteau, Frans wielrenner
- 4 – Henri Sillanpää, Fins voetballer
- 4 – Masataka Yanagida, Japans autocoureur
- 5 – Antonija Šola, Kroatisch actrice en zangeres
- 5 – Maria Sterk, Nederlands marathonschaatsster
- 5 – Pete Wentz, Amerikaanse bassist
- 6 – Solenne Figuès, Frans zwemster
- 6 – Lisanne de Roever, Nederlands hockeyster
- 6 – Christian Wein, Spaans-Duits hockeyer
- 7 – Kevin Hofland, Nederlands voetballer
- 8 – Norbert Hauata, Tahitiaans voetbalscheidsrechter
- 8 – Ruben Houkes, Nederlands judoka
- 8 – Hrvoje Miholjević, Kroatisch wielrenner
- 8 – İpek Şenoğlu, Turks tennisster
- 9 – Émilie Loit, Frans tennisster
- 9 – Vanya Wellens, Vlaams actrice
- 10 – Konstantinos Loumpoutis, Grieks voetballer
- 10 – Iván Raña, Spaans triatleet
- 10 – Katinka Simonse, Nederlands kunstenares
- 10 – Michail Vilkov, Russisch voetbalscheidsrechter
- 11 – Ali Boussaboun, Marokkaans-Nederlands voetballer
- 11 – Barry Paf, Nederlands radio-dj
- 12 – Sergej Karasjov, Russisch voetbalscheidsrechter
- 12 – Amber Teterissa, Nederlands actrice
- 12 – Ayelech Worku, Ethiopisch atlete
- 14 – Emma Byrne, Iers voetbalster
- 14 – Edwin van Calker, Nederlands bobsleeër
- 14 – Paradorn Srichaphan, Thais tennisser
- 15 – Joelija Nestsjarenka, Wit-Russisch atlete
- 15 – Peter Nowill, Australisch atleet
- 16 – Hüsnü Kocabaş, Nederlands bokser
- 17 – Frank Mugisha, Oegandees homorechtenactivist
- 18 – Nicole Brändli, Zwitsers wielrenster
- 18 – Aleksej Grisjin, Wit-Russisch freestyleskiër
- 18 – Ricardo Marques, Braziliaans voetbalscheidsrechter
- 18 – Tsugio Matsuda, Japans autocoureur
- 18 – Jessica van der Spil, Nederlands judoka
- 18 - Goran Sankovič, Sloveens voetballer (overleden 2022)
- 19 – Rosa Morató, Spaans atlete
- 20 - Julie Fowlis, Schots zangeres en musicus
- 20 - Ma Ning, Chinees voetbalscheidsrechter
- 22 – Thomas Voeckler, Frans wielrenner
- 23 – Franca Treur, Nederlands schrijfster
- 24 – Matthijs Kleyn, Nederlands schrijver
- 25 – Sébastien Joly, Frans wielrenner
- 26 – Ryo Fukuda, Japans autocoureur
- 27 – Fabrizio Miccoli, Italiaans voetballer
- 28 – Florian Zeller, Frans (scenario)schrijver en regisseur
- 29 – Gerben Löwik, Nederlands wielrenner
- 29 – Marleen Veldhuis, Nederlands zwemster
- 30 – Sylvain Chavanel, Frans wielrenner
- 30 – Tim Klijn, Nederlands diskjockey

### juli
- 1 – Sylvain Calzati, Frans wielrenner
- 1 – Emily Cook, Amerikaans freestyleskiester
- 2 – Walter Davis, Amerikaans atleet
- 2 – Bas van Erp, Nederlands paralympisch sporter
- 2 – Diana Goertskaja, Georgisch zangeres
- 3 – Dean Podgornik, Sloveens wielrenner
- 4 – Mathieu Zangarelli, Frans autocoureur
- 5 – Shane Filan, Iers zanger van de boyband Westlife
- 5 – Tim Kamps, Nederlands cabaretier, muzikant, acteur en regisseur
- 5 – Amélie Mauresmo, Frans tennisster
- 5 – Tamara Meijer, Nederlands judoka
- 5 – Stilijan Petrov, Bulgaars voetballer
- 6 – Luis Laverde, Colombiaans wielrenner
- 6 – Peter Riley, Brits atleet
- 6 – Remon de Vries, Nederlands voetballer
- 7 – Catalina Castaño, Colombiaans tennisster
- 8 – Olesja Forsjeva, Russisch atlete
- 10 – Wimmie Bouma, Nederlands zanger
- 10 – Andrej Romanov, Russisch autocoureur
- 10 – Tobias Unger, Duits atleet
- 11 – Hilton Clarke, Australisch wielrenner
- 11 – Femke Dekker, Nederlands roeier
- 11 - Jaromír Paciorek, Tsjechisch voetballer (overleden 2025)
- 11 – Raio Piiroja, Estisch voetballer
- 12 – Björn Sengier, Belgisch voetballer
- 13 – Craig Bellamy, Welsh voetballer
- 14 – Matt Halliday, Nieuw-Zeelands autocoureur
- 14 – Sioen, Belgisch zanger
- 14 – Artur Soares Dias, Portugees voetbalscheidsrechter
- 15 – Marcel Barendse, Nederlands nieuwslezer
- 15 – Alexander Frei, Zwitsers voetballer
- 16 – Mai Nakamura, Japans zwemster
- 17 – Jean Counet, Nederlands filmregisseur
- 17 – Ilse Liebens, Vlaams presentator
- 19 – Aloka Liefrink, Vlaams schrijfster
- 20 – Gijs Damen, Nederlands zwemmer
- 20 – Miklós Fehér, Hongaars voetballer (overleden 2004)
- 21 – Anthony Beltoise, Frans autocoureur
- 21 – Laurent Delorge, Belgisch voetballer
- 21 – Phelan Hill, Brits stuurman bij het roeien
- 21 – Brad Kahlefeldt, Australisch triatleet
- 22 – Hayder Palacio, Colombiaans voetballer
- 24 – Daan Roosegaarde, Nederlands kunstenaar
- 25 – Ali Carter, Engels snookerspeler
- 25 - Stefanie Hertel, Duits zangeres en presentatrice
- 27 – Baya Rahouli, Algerijns atlete
- 28 – Dmytro Baranovsky, Oekraïens atleet
- 29 – Reid Coolsaet, Canadees atleet
- 31 – Carlos Marchena, Spaans voetballer
- 31 – Nicolien Sauerbreij, Nederlands snowboardster

### augustus
- 1 – Annelien Bredenoord, Nederlands ethica, universiteitsbestuurder en politica
- 2 – Thamar Henneken, Nederlands zwemster
- 2 – Reuben Kosgei, Keniaans atleet
- 2 – Hosea Rotich, Keniaans atleet
- 2 – Lotte Visschers, Nederlands atlete
- 3 – Evangeline Lilly, Canadees actrice en fotomodel
- 3 – Maria Mittet, Noors zangeres
- 4 – Niels Geusebroek, Nederlands zanger en componist
- 4 – Magdalena Gwizdoń, Pools biatlete
- 5 – David Healy, Noord-Iers voetballer
- 6 – Armen Martirosyan, Armeens atleet
- 7 – Youssef Baba, Marokkaans atleet
- 7 – Angela Schijf, Nederlands actrice
- 7 – Lisa Wade, Nederlands presentatrice, stemactrice en publiciste
- 8 – Danny Gabbidon, Welsh voetballer
- 8 – Richard Lyons, Noord-Iers autocoureur
- 9 – Tore Ruud Hofstad, Noors langlaufer
- 11 – Walter Ayoví, Ecuadoraans voetballer
- 11 – David Crawshay, Australisch roeier
- 11 – Evy Gruyaert, Vlaams omroepster
- 12 – Cindy Klassen, Canadees schaatsster
- 12 – Austra Skujytė, Litouws atlete
- 13 – Joseph Hansen, Amerikaans roeier
- 14 – Séverine Beltrame, Frans tennisster
- 14 – Paul Burgess, Australisch atleet
- 15 – Courtney Atkinson, Australisch triatleet
- 15 – Tong Jian, Chinees kunstschaatser
- 16 – Donny de Groot, Nederlands voetballer
- 16 – Catherine Lallemand, Belgisch atlete
- 18 – Christine Amertil, Bahamaanse sprintster
- 18 – Stijn De Paepe, Belgisch dichter (overleden 2022)
- 20 – Sergej Botsjkov, Azerbeidzjaans atleet
- 20 – Jamie Cullum, Brits zanger en multi-instrumentalist
- 21 – Kelis, Amerikaans R&B-zangeres
- 21 – Kevin Janssens  (acteur), Belgische acteur
- 22 – Klodiana Shala, Albanees atlete
- 23 – Luke Doerner, Australisch hockeyer
- 24 – Elva Hsiao, Taiwanees zangeres
- 25 – Massimo Demarin, Kroatisch wielrenner
- 26 – Cristian Mora, Ecuadoraans voetballer
- 27 – Ole Bischof, Duits judoka
- 27 – Giovanni Capitello, Amerikaans acteur en filmmaker
- 27 – David Engels, Belgisch historicus
- 27 – Cristiano Morgado, Zuid-Afrikaans autocoureur
- 27 – Aaron Paul, Amerikaans acteur
- 27 – Melanie Schulz, Duits atlete
- 27 – Rusty Smith, Amerikaans shorttracker
- 28 – Maarten Goudzwaard, Nederlands politicus
- 28 – Robert Hoyzer, Duits voetbalscheidsrechter
- 28 – Daniel Yego – Keniaans atleet
- 29 – Stijn Devolder, Belgisch wielrenner
- 30 – Faldir Chahbari, Marokkaans-Nederlands vechtsporter
- 30 – Juan Ignacio Chela, Argentijns tennisser
- 30 – Joelia Fomenko, Russisch atlete

### september
- 2 – Aleksandr Povetkin, Russisch bokser
- 5 – John Carew, Noors voetballer
- 5 – Cindy Stas, Belgisch atlete
- 6 – Raphael Claus, Braziliaans voetbalscheidsrechter
- 6 - Maksim Maksimov, Russisch biatleet
- 7 – Lourenço Beirão da Veiga, Portugees autocoureur
- 8 – P!nk (Alecia Beth Moore), Amerikaans zangeres
- 8 – Frederik Willems, Belgisch wielrenner
- 9 – Igone de Jongh, Nederlands balletdanseres
- 10 – Marius Mitu, Roemeens voetballer
- 10 - Irene Visser, Nederlandse langebaanschaatsster
- 11 – Éric Abidal, Frans voetballer
- 11 – David Pizarro, Chileens voetballer
- 12 – Jonathan Joubert, Luxemburgs voetbaldoelman
- 13 – Geike Arnaert, Belgisch zangeres
- 13 – Boris Krčmar, Kroatisch darter
- 13 – Julio César de León, Hondurees voetballer
- 14 – Ivica Olić, Kroatisch voetballer
- 14 – Stefan Stam, Nederlands voetballer
- 15 – Edna Kiplagat, Keniaans atlete
- 15 – Sebastian Lang, Duits wielrenner
- 17 – Dimitar Bodurov, Bulgaars jazzpianist
- 17 - Ana Moura, Portugees zangeres
- 17 – Michel Nikjær, Deens autocoureur
- 18 – Junichi Inamoto, Japans voetballer
- 18 – Sander Keller, Nederlands voetballer
- 19 – Wu Jiaduo, Duits tafeltennisster
- 20 – Maarten Steendam, Nederlands nieuwslezer en presentator
- 20 – Wilfried Tevoedjre, Benins zwemmer
- 21 – Richard Dunne, Iers voetballer
- 22 – Zvonimir Deranja, Kroatisch voetballer
- 23 – Patrice Bernier, Canadees voetballer
- 23 – Fábio Simplício, Braziliaans voetballer
- 24 – Loïc Hélin, Belgisch atleet
- 25 – Jason Koumas, Welsh voetballer
- 26 – Bruno Besson, Frans autocoureur
- 26 – Robbie Kerr, Brits autocoureur
- 27 – Christian Jones, Australisch autocoureur
- 27 – Shinji Ono, Japans voetballer
- 30 – Primož Kozmus, Sloveens atleet
- 30 – Andy van der Meijde, Nederlands voetballer

### oktober
- 1 – Ljoedmila Koltsjanova, Russisch atlete
- 2 – Pascal Heije, Nederlands voetballer
- 2 – Bas Jacobs, Nederlands voetballer
- 2 – Luis Pasamontes, Spaans wielrenner
- 3 – Lea Bouwmeester, Nederlands politica
- 3 – Josh Klinghoffer, Amerikaans muzikant en producer
- 3 – Qin Dongya, Chinees judoka
- 3 – Shannyn Sossamon, Amerikaans actrice
- 4 – Daniel Huss, Luxemburgs voetballer
- 5 – Darl Douglas, Surinaams voetballer
- 5 – Vincent van Essen, Nederlands (televisie)kok
- 5 – Vince Grella, Australisch voetballer
- 5 – Kim Pieters, Nederlands actrice
- 6 – Pascal van Assendelft, Nederlands atlete
- 6 – David di Tommaso, Frans voetballer (overleden 2005)
- 7 – Shawn Ashmore, Canadees acteur
- 8 - Ionica Smeets, Nederlandse hoogleraar wetenschapscommunicatie
- 8 – Goran Sablić, Kroatisch voetballer
- 9 – Georgina Verbaan, Nederlands actrice
- 9 – Lecrae Moore, Amerikaanse Christelijke hiphop
- 10 – Erwin Bakker, Nederlands mountainbiker
- 10 – Nicolás Massú, Chileens tennisser
- 12 – Philipp Schoch, Zwitsers snowboarder
- 13 – Esmah Lahlah, Nederlands politica (GL-PvdA)
- 14 – Rodrigo Tello, Chileens voetballer
- 15 – Daniël Arends, Nederlands cabaretier
- 15 – David Heinemeier Hansson, Deens softwareontwikkelaar en autocoureur
- 15 – Paul Robinson, Engels voetballer
- 15 – Māris Verpakovskis, Lets voetballer
- 16 - Stéphane Krafft, Frans wielrenner (overleden 2025)
- 17 – Kimi Räikkönen, Fins autocoureur
- 17 – Radosław Szagański, Pools darter
- 22 – Arjen Lubach, Nederlands schrijver en presentator
- 23 – Simon Davies, Welsh voetballer
- 23 – Ferdinand Feldhofer, Oostenrijks voetballer
- 23 – Miloš Krško, Slowaaks voetballer
- 27 – Aljaksandr Koetsjynski, Wit-Russisch wielrenner
- 27 – Renate Verbaan, Nederlands presentatrice
- 28 – Isabella Ochichi, Keniaans atlete
- 30 – Simão Sabrosa, Portugees voetballer

### november
- 1 – Christophe Edaleine, Frans wielrenner
- 1 – Jan Jaap van der Wal, Nederlands stand-upcomedian
- 1 – Merel Westrik, Nederlands nieuwslezeres en tv-presentatrice
- 2 – James Chapman, Australisch roeier
- 2 – Marián Čišovský, Slowaaks voetballer (overleden 2020)
- 2 – Dmitri Moeravjov, Kazachs wielrenner
- 2 – Martin Petráš, Slowaaks voetballer
- 3 – Pablo Aimar, Argentijns voetballer
- 3 – Tim McIlrath, Amerikaans zanger
- 5 - Patrick Owomoyela, Duits voetballer
- 5 – Liz White, Brits actrice
- 5 – David Suazo, Hondurees voetballer
- 6 – Alessandro Ballan, Italiaans wielrenner
- 6 – Gerben Pelgröm, Nederlands schrijver (overleden 2017)
- 6 – Ander Vilariño, Spaans autocoureur
- 7 – Marieke van der Wal, Nederlands handbalster
- 8 – Aaron Hughes, Noord-Iers voetballer
- 8 – Dania Ramírez, actrice uit de Dominicaanse Republiek
- 10 – Nina Mercedez, Amerikaans pornoster
- 10 – Anthony Réveillère, Frans voetballer
- 12 – Laetitia Libert, Belgisch atlete
- 12 – Cote de Pablo, Chileens-Amerikaans actrice
- 14 – Osleidys Menéndez, Cubaans atlete
- 15 – Brett Lancaster, Australisch wielrenner
- 15 – Gijs Tuinman, Nederlands militair en politicus (NSC)
- 17 – Mikel Astarloza, Spaans wielrenner
- 17 – Renate Barbaix, Belgische juriste, hoogleraar en advocate
- 17 – Zohair El Yassini, Nederlands politicus
- 17 – Diego Perrone, Uruguayaans voetballer
- 18 – Polo Villaamil, Spaans autocoureur
- 19 – Peter Wisgerhof, Nederlands voetballer
- 19 – Jos van Nieuwstadt, Nederlands voetballer
- 20 – Dmitri Boelykin, Russisch voetballer
- 20 – Anastasia Kapatsjinskaja, Russisch atlete
- 20 – Mitchell Piqué, Nederlands voetballer
- 20 – Heleen Plaatzer, Nederlands atlete
- 23 – Ivica Kostelić, Kroatisch alpineskiër
- 24 – Carmelita Jeter, Amerikaans atlete
- 25 – Sandrine Bailly, Frans biatlete
- 25 – Slavko Vinčić, Sloveens voetbalscheidsrechter
- 29 – Simon Amstell, Britse komiek en presentator
- 29 – Michael Lamey, Nederlands voetballer
- 30 – Annemieke Kiesel-Griffioen, Nederlands voetbalster
- 30 - Iryna Veresjtsjoek, Oekraïens politica
- 30 - Simon Williams, Brits schaakgrootmeester

### december

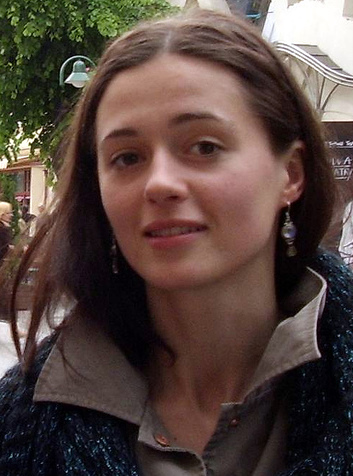
Agnieszka Grochowska,
geboren op 31 december

- 1 – Patrick Ax, Nederlands voetballer
- 1 – Stephanie Brown-Trafton, Amerikaans atlete
- 1 – Robert Dahlgren, Zweeds autocoureur
- 1 – Norbert Madaras, Hongaars waterpoloër
- 1 – Richard Moti, Nederlands politicus en vakbondsbestuurder
- 2 - Yvonne Catterfeld, Duits zangeres en actrice
- 4 - Lola Dewaere, Frans actrice en comédienne
- 4 – Andrej Komac, Sloveens voetballer
- 5 – Fredy Barth, Zwitsers autocoureur
- 5 – Jamal Dibi, Nederlands-Marokkaans voetballer
- 5 – Matteo Ferrari, Algerijns-Italiaans voetballer
- 5 – Rustam Kasimdzjanov, Oezbeeks schaker
- 6 – Tim Cahill, Australisch voetballer
- 6 – Viorel Frunză, Moldavisch voetballer
- 6 – Luke Letlow, Amerikaans Republikeins politicus (overleden 2020)
- 6 – Raymond Smith, Australisch darter
- 7 – Jennifer Carpenter, Amerikaans actrice
- 7 – Vicente Sánchez, Uruguayaans voetballer
- 7 – Maksim Toerov, Russisch schaker
- 7 – Ann Van Elsen, Belgisch presentatrice en fotomodel (Miss België 2002)
- 8 – Robin Sharman, Engels wielrenner
- 8 – Christian Wilhelmsson, Zweeds voetballer
- 9 – Nicolas Alnoudji, Kameroens voetballer
- 9 – Christian Pfannberger, Oostenrijks wielrenner
- 10 – Tatjana Andrianova, Russisch atlete
- 10 - Steve Cooper, Welsh voetbaltrainer
- 10 - Sara Mortensen, Frans-Noorse actrice
- 12 – Santiago Porteiro, Spaans autocoureur
- 12 – Sampsa Timoska, Fins voetballer
- 14 – Michael Owen, Engels voetballer
- 15 - Karen Pollefeyt, Belgisch atlete
- 17 – Stevie Williams, Amerikaans professioneel skateboarder
- 20 – Jonas De Roeck, Belgisch voetballer
- 20 – David Forde, Iers voetballer
- 20 – Titus Munji, Keniaans atleet
- 20 – Michael Rogers, Australisch wielrenner
- 22 – Diane Bui Duyet, Frans zwemster
- 22 – Danielle Carruthers, Amerikaans atlete
- 22 – Salim Kipsang, Keniaans atleet
- 22 – Petra Majdič, Sloveens langlaufster
- 23 – Yukifumi Murakami, Japans atleet
- 24 – Pang Qing, Chinees kunstschaatsster
- 26 – Fabián Carini, Uruguayaans voetballer
- 26 – Chris Daughtry, Amerikaans muzikant
- 27 – Simone Collio, Italiaans atleet
- 27 – Roy Curvers, Nederlands wielrenner
- 27 – Ann Van Elsen, Vlaams fotomodel
- 28 – Ndabili Bashingili, Botswaans atleet
- 28 – James Blake, Amerikaans tennisser
- 28 – Noomi Rapace, Zweeds actrice
- 30 – David Le Lay, Frans wielrenner
- 31 – Souhalia Alamou, Benins atleet
- 31 – Agnieszka Grochowska, Pools actrice
- 31 – Isolde Lasoen, Belgisch drummer
- 31 – Danny Watts, Brits autocoureur

### datum onbekend
- Lotte Dunselman, Nederlands actrice en theatermaakster
- Natasja Gibbs, Nederlands tv- en radiopresentatrice
- Benjamin Kiptoo, Keniaans atleet
- Roberta Pagnier, Nederlands televisiekok en presentatrice
- Sanne Rooseboom, Nederlands journaliste en kinderboekenschrijfster
- Nadia Wijzenbeek, Nederlands violiste
- Philip Yego, Keniaans atleet

## Weerextremen in België
- 7 januari: Einde van koudegolf. Sedert begin januari blijven minima in Zaventem onder –10 °C.
- 13 januari: Sneeuwlaag tot 19 cm in Ukkel en 70 cm in Botrange (Waimes).
- 23 januari: IJzel over gehele land.
- 2 mei: Maximumtemperatuur bereikt 0 °C Mont-Rigi (Waimes).
- 3 mei: Sneeuw tijdens afgelopen 3 dagen in Ukkel.
- 5 mei: Einde van ononderbroken regenperiode van 21 dagen in Ukkel.
- 30 mei: Twee doden door blikseminslag. 60 mm neerslag in Rillaar (Aarschot) met overstroming tot gevolg.
- lente: Lente met hoogst aantal neerslagdagen: 75 (normaal 52,8).
- 4 juni: 107 mm neerslag op één dag in Cerfontaine, tussen Samber en Maas.
- 29 augustus: Minimumtemperatuur in Koksijde: 4,9 °C.
- 3 oktober: 64 mm neerslag op één dag in Maldegem.
- 10 oktober: Maximumtemperatuur tot 26,4 °C in Virton en 26,5 °C in Genk.
- 9 december: 84 mm neerslag in Anlier (Habay), na een storm die veel schade heeft veroorzaakt.
- 10 december: Warmste december-decade van de eeuw met gemiddelde temperatuur van 10,5 °C in Ukkel.

Bron: KMI Gegevens Ukkel 1901-2003  met aanvullingen 